# Mark an der Mur
Die Mark an der Mur, auch Karantanermark, Kärntnermark, marchia Carantana, marchia transalpina, Mark Hengist, Hengistgau o. ä., gilt als Stammland der Steiermark. Der Name marchia Carantana erscheint ab dem Jahr 970 und ist bis nach 1055 in Gebrauch. Lange Zeit nach 1056, dem Herrschaftsbeginn der Traungauer, die ihren Sitz ursprünglich in Steyr hatten, etabliert sich allmählich der heutige Name Steiermark.

## Vorgeschichte
Das Territorium der heutigen Steiermark und Kärntens war seit Ende des 6. Jahrhunderts von den Alpen- oder Karantaner Slawen besiedelt, die das slawische Fürstentum Karantanien gründeten. Nach deren Unterwerfung durch die Bayern 772 wurde Karantanien 788 ans fränkische Reich angegliedert. Karl der Große zerschlug die awarische Großmacht 795, erweiterte das Frankenreich tief in den pannonischen Raum bis an den Unterlauf der Raab und schuf eine karantanische und eine pannonische Provinz, beide unter fränkischer Verwaltung, deren gemeinsame Grenze mitten durch die Steiermark, östlich der Mur, verlaufen sein dürfte. 894 brachen die Ungarn in die Donau- und Theiß-Tiefebene ein und rissen die ganze Südostflanke des fränkischen Reiches auf. Nicht nur Pannonien ging 907 dem Ostfrankenreich verloren, sondern auch Karantanien bis zur Linie Fischbacher Alpen, Glein-, Stub- und Koralpe.
Der Sieg Ottos des Großen über die Ungarn in der Schlacht auf dem Lechfeld 955 brachte die Wende: die Rückgewinnung eines schmalen Landgürtels vor dem Ostalpenwall und die Errichtung mehrerer Marken gegen Ungarn, darunter auch der marchia Carantana.

## Das Gebiet der Mark

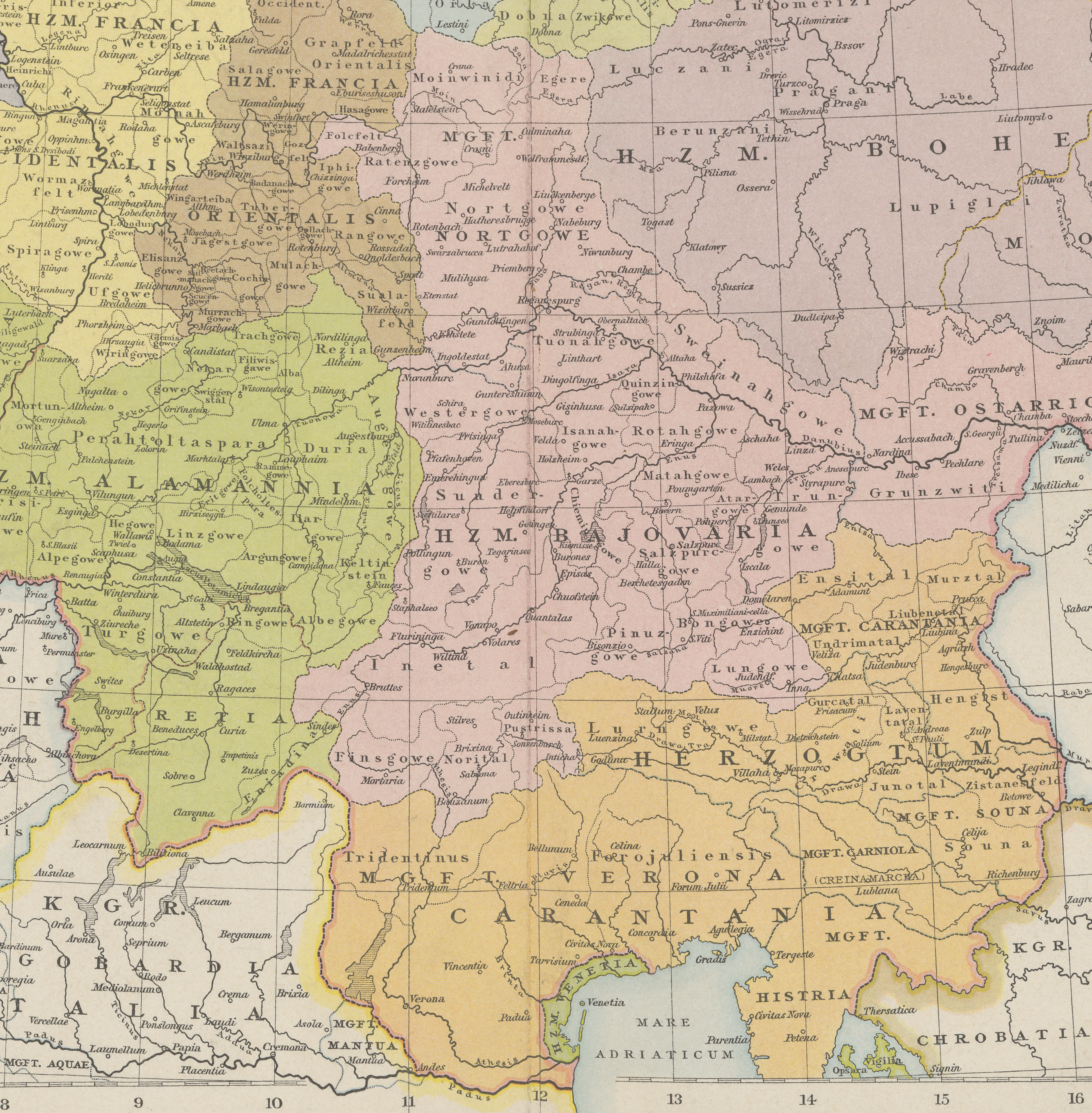
Herzogtum Bajovaria, Markgrafschaft Ostarrichi und Herzogtum Carantania mit „Hengist“ um das Jahr 1000

Das Gebiet umfasste die heutige Weststeiermark (ausgenommen das salzburgische Sulm- und Laßnitztal) und einen Streifen östlich der Mur bis zu dem Schemmerl-Bergrücken (Mons Predel), der die Wasserscheide zwischen Mur und Raab darstellt. Im Norden grenzte die Mark (bei Röthelstein) an die Grafschaft Leoben; die Südgrenze war der Possruck. (Die heutige Oststeiermark war damals noch stellenweise ungarisch besetzt.)
Anfangs wurde nur das rechte, westliche Murufer besiedelt. Hier entstanden die wichtigsten Burgen wie die Hengistburg, damals Zentrum der Mark.
Die Oststeiermark wurde wahrscheinlich erstmals schon 1020 zurückgewonnen (Ostgrenze Lafnitz), 1030 wieder verloren. König Heinrich III. gelang es 1043 endgültig, die Oststeiermark bis zur Lafnitz wiederzugewinnen, nachdem es schon 1042 Markgraf Gottfried gelungen war, den Ungarn das Wiener Neustädter Gebiet wieder abzuringen. Nun konnte die deutsche Besiedlung östlich der Mur einsetzen. Während des Investiturstreits (1075–1122) herrschten bürgerkriegsähnliche Zustände und die Landesentwicklung stagnierte. Auch die seit 1056 mit der Mark betrauten Traungauer schienen in jener Zeit in der Mark anscheinend nicht auf, sondern regierten im fernen Traungau als „Markgrafen von Steier“ (erste Erwähnung 1074).
Ab 1122 ging es mit der Mark steil bergauf. Der innere Friede und die gesteigerte Macht durch den Anfall des Eppensteiner Erbes 1122 bewirkten den Beginn eines großen Rodungs- und Siedlungswerkes im ganzen Land. Hartberg wurde erste neu gegründete Pfalz, da der Grazer Boden noch nicht den Traungauern gehörte.
Das Gebiet, das ursprünglich als Vorfeld des Herzogtums Kärnten diente, wurde 1122 unmittelbar dem Reich (?) unterstellt („Geburtsjahr der Steiermark“ lt. H. Pirchegger).
Anderen Autoren zufolge umfasste die obere Karantanermark ab 976 (Abtrennung der Mark Karantanien von Bayern und Erhebung des Kärntner Kernlandes zum Herzogtum) die ganze heutige Obersteiermark mit den (Gau-)Grafschaften Ennstal, Mürztal, Judenburg und Leoben; der Hengistgau, das ist das o. a. Gebiet an der mittleren Mur mit dem Herrschaftszentrum Hengistburg bei (oder in) Hengsberg im Laßnitztal, habe „im weiteren Sinne“ dazugehört.

## Markgrafen in der Karantanermark
- Markwart von Eppenstein, ab 970, also in der Mark Karantanien
- Adalbero von Eppenstein, Sohn Markwarts, 1035 abgesetzt
- Arnold II. von Wels-Lambach, † 1055
- Gottfried von Pitten, Sohn Arnolds, 1050 ermordet
- Traungauer, siehe dort, 1056–1192